# 築地美孝
築地 美孝（つきじ よしたか、1936年 - ）は、日本のマラソンランナー、スポーツ指導者。

## 学歴
熊本県立玉名高等学校を経て、1959年、東京教育大学体育学部卒。

## 履歴
大学卒業後、東京急行電鉄陸上部監督を経て,東急鯱パスKK勤務の傍ら数々のマラソンランナーの育成に努める。
経歴が日本マラソンの父である金栗四三と同一である。

## スポーツ成績
- 昭和34年1959第8回別府大分毎日ﾏﾗｿﾝ優勝
- 第35回箱根駅伝3区･5位 (1.11.01)
- 昭和33年1958第34回箱根駅伝6区･1位 (1.13.33)
- 昭和32年1957第33回箱根駅伝6区･2位 (1.16.36)
- 昭和31年1956第32回箱根駅伝6区･4位 (1.16.10)

## 著作
- 築地美孝1976『マラソン』(陸上競技入門シリーズ10)ベースボール・マガジン社